# Demografia da Letónia

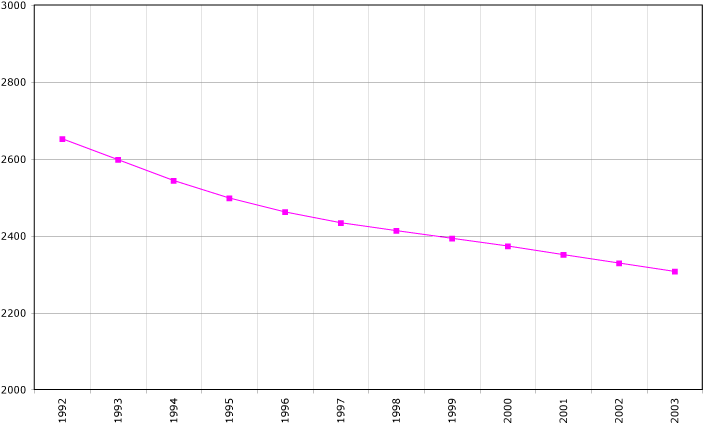
Evolução demográfica da Letônia.

A Letônia tinha uma população de 2 067 887 habitantes em Março de 2011.
A população de origem letã representa pouco mais de metade dos habitantes do país (62,1%) e é minoritária em Riga, a capital letã. Outros grupos étnicos são os de origem russa (26,9%), bielorrussa, polonesa, ucraniana e lituana. Com o objetivo de evitar tensões entre as diferentes nacionalidades, em 1998 os letões votaram a favor de facilitar a obtenção da nacionalidade. O crescimento da população é o mais baixo do mundo (-1,5% anual)[carece de fontes?].